# Oxyurus cinerascens
Oxyurus cinerascens är en mångfotingart som beskrevs av Koch. Oxyurus cinerascens ingår i släktet Oxyurus och familjen Xystodesmidae. Inga underarter finns listade i Catalogue of Life.